# Лукашівка (Оболонська сільська громада)
Лукаші́вка — село в Україні, в Оболонській сільській громади Кременчуцького району (до 2020 р. Семенівському районі) Полтавської області. Населення становить 98 осіб. 

## Географія
Село Лукашівка знаходиться на відстані 1 км від села Пузирі.

## Населення

### Мова
Розподіл населення за рідною мовою за даними перепису 2001 року:
| Мова       | Кількість | Відсоток |
| ---------- | --------- | -------- |
| українська | 94        | 95.92%   |
| російська  | 4         | 4.08%    |
| Усього     | 98        | 100%     |